# زرین‌پال
زرین‌پال یک شرکت ایرانی است که در زمینهٔ ارائهٔ زیرساخت‌های پرداخت برای فعالین حوزهٔ تجارت الکترونیکی و تسهیل انتقال وجوه به صورت الکترونیکی فعالیت می‌کند. زرین‌پال در سال ۱۳۸۹ توسط علی و مصطفی امیری بنیان‌گذاری شد و از جمله اولین شرکت‌هایی است که موفق به اخذ تاییدیهٔ پرداخت‌یاری از شاپرک گردید. زرین‌پال امکان خرید بر بستر اینترنت و به صورت آنی ممکن می‌سازد و امروزه بیش از یک‌میلیون کاربر از خدمات آن استفاده می‌نمایند.

## خدمات
درگاه پرداخت اینترنتی، از خدمات زرین‌پال به‌شمار می‌رود که جهت بهبود فرایند مالی مشاغل خرد و کلان، به واسطهٔ فروش محصولاتشان در مقایسه با دیگر روش‌ها نظیر پرداخت در محل تعبیه شده‌است. از مهم‌ترین ویژگی‌های درگاه پرداخت زرین‌پال، قابلیت مسیردهی هوشمند مشتریان به سریع‌ترین درگاه پرداخت با بیش‌ترین نرخ تراکنش موفق است. درگاه پرداخت اینترنتی از قابلیت اتصال همزمان به درگاه‌های متنوع و معتبر شاپرکی (PSPها) برخوردار است. به این صورت‌که کاربران را به سریع‌ترین و مطمئن‌ترین درگاه بانکی منتقل می‌کند و باعث افزایش درصد تراکنش‌های موفق می‌شود.
از دیگر سرویس‌های زرین‌پال می‌توان به زرین‌کارت اشاره نمود. زرین‌کارت یک کارت بانکی عضو شبکهٔ شتاب است که به یک حساب بانکی متصل تعلق دارد. از مهم‌ترین ویژگی‌های زرین‌کارت این است که به‌واسطهٔ کارمزد پایین‌تر و تسویه‌حساب سریع‌تر، به کنترل سرمایه‌های در حال گردش و تسریع فرآیندهای مالی کسب و کارها کمک می‌کند.
زرین‌پال از هر تراکنش بین یک تا سه درصد کارمزد کسر می‌کند و تسویه حساب در زرین‌پال بر خلاف درگاه‌های پرداخت دیگر به صورت روزانه نیست و بنابر آنچه خود اظهار داشته، گاهی تا یک هفته زمان می‌برد.